# Assemblée constituante luxembourgeoise de 1848
Pour les articles homonymes, voir Assemblée constituante luxembourgeoise.
25 avril - 31 juillet 1848
(3 mois et 6 jours)

1re (Assemblée des États) 2e (Chambre des députés)
L’assemblée constituante luxembourgeoise de 1848 est une institution collégiale avec pour tâche la rédaction et l'adoption d'une nouvelle constitution, c'est-à-dire le texte fondamental d'organisation des pouvoirs publics du pays.

## Histoire
Le grand-duché est administrativement séparé du royaume uni des Pays-Bas depuis la révolution belge de 1830, mais reste en union personnelle avec les Pays-Bas. La première constitution est adoptée en 1841 sous le règne de Guillaume II, le texte est très conservateur et affirme l'autocratie du roi-grand-duc. En 1848, le Printemps des peuples et plus particulièrement la révolution luxembourgeoise qui en découle pousse Guillaume à passer du conservatisme au libéralisme, permettant ainsi la préservation de la monarchie face à une recrudescence des sympathies libérales.
Le 24 mars, un décret grand-ducal demande la création d'une commission de quinze personnes chargée d'enquêter sur les moyens de préserver le gouvernement. Le 30 mars, les membres de la commission se mettent d'accord, par treize voix contre zéro (avec deux abstentions), pour convoquer une assemblée constituante afin de réécrire la constitution, ce que le roi-grand-guc accepte le 1er avril. Les élections à l'assemblée ont lieu le 19 avril 1848. L'assemblée se réunit pour la première fois le 25 avril, au siège provisoire du gouvernement, à Ettelbruck, la ville de Luxembourg étant jugée trop dangereuse à cause de l'atmosphère révolutionnaire. Le 29 avril, les membres de l'assemblée retournent siéger à Luxembourg en utilisant l'hôtel de ville récemment construit.
L'assemblée adopte une constitution le 23 juin et obtient le consentement du roi-grand-duc le 10 juillet. La nouvelle constitution s'inspire largement de la constitution libérale belge, qui avait été rédigée par le Congrès national pendant la révolution belge. La seule différence de fond est la non-inclusion d'un sénat, ce que le roi-grand-duc exhortait à contrôler sur le pouvoir de la nouvelle Chambre des députés. Un « sénat », le conseil d'État, est finalement créé en 1856, avec la mise en place par Guillaume III d'une nouvelle constitution (ultra-conservatrice) contre la volonté de la Chambre.
La constitution est entrée en vigueur le 1er août 1848, un nouveau gouvernement dirigé par l'ancien gouverneur Gaspard-Théodore-Ignace de La Fontaine, prend ses fonctions avant que des élections puissent avoir lieu à la première Chambre des députés. Les élections ont lieu le 28 septembre 1848. La chambre se réunit le 3 octobre et un nouveau gouvernement permanent, dirigé par Jean-Jacques Willmar, entre en fonction le 8 décembre 1848, parachevant la promulgation de la constitution.

## Membres
| Circonscription  | Sièges | Députés                            | Occupation                                                              |
| ---------------- | ------ | ---------------------------------- | ----------------------------------------------------------------------- |
| Capellen         | 6      | Norbert Metz                       | bourgmestre à Eich                                                      |
| Capellen         | 6      | Jean-Baptiste-Henri-Melchior Funck | notaire à Capellen                                                      |
| Capellen         | 6      | Michel-Maximilien-Joseph Tibesar   | bourgmestre à Fingig                                                    |
| Capellen         | 6      | André Brucher                      | propriétaire à Goeblange                                                |
| Capellen         | 6      | Jean-Guillaume Kremer              | propriétaire à Schouweiler                                              |
| Capellen         | 6      | Henri Scholtus                     | propriétaire à Bascharage                                               |
| Clervaux         | 6      | Jean Conzemius (lb)                | propriétaire à Lullange                                                 |
| Clervaux         | 6      | Jean-François Laporte              | propriétaire à Weiler                                                   |
| Clervaux         | 6      | Bernard Neumann                    | juge au tribunal de Diekirch                                            |
| Clervaux         | 6      | Lucien Richard (lb)                | avocat à Diekirch                                                       |
| Clervaux         | 6      | Bernard Pondrom                    | à Hosingen                                                              |
| Clervaux         | 6      | Jean-Baptiste Pinth                | propriétaire à Holler                                                   |
| Diekirch         | 8      | Vendelin Jurion                    | secrétaire général des États et du Conseil de gouvernement à Luxembourg |
| Diekirch         | 8      | Pierre Schmit                      | bourgmestre à Ettelbruck                                                |
| Diekirch         | 8      | Adolphe d'Olimart                  | garde-général à Diekirch                                                |
| Diekirch         | 8      | Jean Berns                         | bourgmestre a Niederfeulen                                              |
| Diekirch         | 8      | Charles-Mathias André (lb)         | procureur d'État à Luxembourg                                           |
| Diekirch         | 8      | Guillaume Herckmans (lb)           | aubergiste a Ettelbruck                                                 |
| Diekirch         | 8      | Michel Tibesart                    | bourgmestre à Fouhren                                                   |
| Diekirch         | 8      | Jean Wampach                       | propriétaire a Bleesmühle                                               |
| Echternach       | 6      | Michel Witry (lb)                  | notaire à Echternach                                                    |
| Echternach       | 6      | Conrad Cigrang                     | bourgmestre à Beaufort                                                  |
| Echternach       | 6      | Charles Even                       | propriétaire à Beaufort                                                 |
| Echternach       | 6      | Hubert Loser                       | bourgmestre à Rosport                                                   |
| Echternach       | 6      | Mathias Hardt (lb)                 | professeur à Echternach                                                 |
| Echternach       | 6      | Mathias Lefort (lb)                | bourgmestre à Echternach                                                |
| Esch-sur-Alzette | 5      | Victor de Tornaco                  | propriétaire et rentier à Sanem                                         |
| Esch-sur-Alzette | 5      | Henri Motté (lb)                   | juge de paix à Esch-sur-l'Alzette                                       |
| Esch-sur-Alzette | 5      | François-Xavier Wurth-Paquet       | conseiller à la cour à Luxembourg                                       |
| Esch-sur-Alzette | 5      | Charles-Philippe Dupaix            | bourgmestre à Frisange                                                  |
| Esch-sur-Alzette | 5      | Clément Hemmer                     | secrétaire communal à Reckange                                          |
| Grevenmacher     | 6      | Joseph Ritter                      | notaire à Grevenmacher                                                  |
| Grevenmacher     | 6      | Jean-Baptiste Knaff                | docteur en médecine à Grevenmacher                                      |
| Grevenmacher     | 6      | Nicolas Wellenstein (lb)           | propriétaire à Ehnen                                                    |
| Grevenmacher     | 6      | Jean-Nicolas Klein                 | notaire à Junglinster                                                   |
| Grevenmacher     | 6      | Auguste Metz (lb)                  | maître de forges à Berbourg                                             |
| Grevenmacher     | 6      | Jean-Baptiste Weydert              | juge de paix à Berg                                                     |
| Luxembourg       | 12     | Charles Metz                       | avocat à Luxembourg                                                     |
| Luxembourg       | 12     | Jacques Lamort (lb)                | imprimeur à Luxembourg                                                  |
| Luxembourg       | 12     | Dominique Stiff                    | bourgmestre à Fentange                                                  |
| Luxembourg       | 12     | Théodore Wurth                     | médecin à Luxembourg                                                    |
| Luxembourg       | 12     | Théodore Pescatore                 | conseiller de gouvernement à Luxembourg                                 |
| Luxembourg       | 12     | Jean-Pierre Gérard                 | propriétaire à Cessingen                                                |
| Luxembourg       | 12     | Hubert Dasselborn                  | commis à la faïencerie à Septfontaines                                  |
| Luxembourg       | 12     | Augustin Schlinck                  | boucher à Luxembourg                                                    |
| Luxembourg       | 12     | Gabriel de Marie                   | négociant à Luxembourg                                                  |
| Luxembourg       | 12     | Mathias Hertert                    | propriétaire à Eich                                                     |
| Luxembourg       | 12     | François-Charles Collin            | propriétaire à Luxembourg                                               |
| Luxembourg       | 12     | Charles Munchen (lb)               | avocat à Luxembourg                                                     |
| Mersch           | 6      | Michel Clement (lb)                | notaire à Berschbach                                                    |
| Mersch           | 6      | Emmanuel Servais                   | avocat a Luxembourg                                                     |
| Mersch           | 6      | Henri Witry                        | propriétaire à Lintgen                                                  |
| Mersch           | 6      | Jean-Pierre Heuardt                | propriétaire à Schrondweiler                                            |
| Mersch           | 6      | Jean-Pierre Hoffmann               | juge de paix à Mersch                                                   |
| Mersch           | 6      | Jean-Pierre Heuardt                | propriétaire à Lintgen                                                  |
| Redange          | 6      | Jacques-Alexandre Brassel          | notaire à Rambrouch                                                     |
| Redange          | 6      | Jean-Pierre Scholtus               | propriétaire à Bigonville                                               |
| Redange          | 6      | Renilde-Guillaume Jacques          | propriétaire à Wahl                                                     |
| Redange          | 6      | Pierre Neuens (lb)                 | marchand et secrétaire communal à Grosbous                              |
| Redange          | 6      | Dominique Peckels                  | bourgmestre à Michelbouch                                               |
| Redange          | 6      | Nicolas Sibenaler                  | bourgmestre et tanneur à Arsdorf                                        |
| Remich           | 6      | Willibrord Macher (lb)             | notaire, à Remich                                                       |
| Remich           | 6      | Jean-Mathias Wellenstein           | propriétaire à Dreiborn                                                 |
| Remich           | 6      | Jean-Pierre Ledure (lb)            | notaire à Mondorf                                                       |
| Remich           | 6      | Pierre-Ernest Dams                 | propriétaire à Reckingerhof                                             |
| Remich           | 6      | Léon de La Fontaine                | avocat à Luxembourg                                                     |
| Remich           | 6      | Antoine Recht                      | propriétaire à Remich                                                   |
| Wiltz            | 6      | Jacques Fuhrmann                   | cultivateur à Boulaide                                                  |
| Wiltz            | 6      | Jean-Baptiste Krack                | bourgmestre à Heiderscheid                                              |
| Wiltz            | 6      | Jean Weyrich                       | cultivateur a Grummelscheid                                             |
| Wiltz            | 6      | Henri Greisch (lb)                 | négociant à Esch-sur-Sûre                                               |
| Wiltz            | 6      | Jacques Bernard (lb)               | notaire à Wiltz                                                         |
| Wiltz            | 6      | Jean Ulveling                      | conseiller de gouvernement à Luxembourg                                 |